# Cementiri de Heiligenstadt

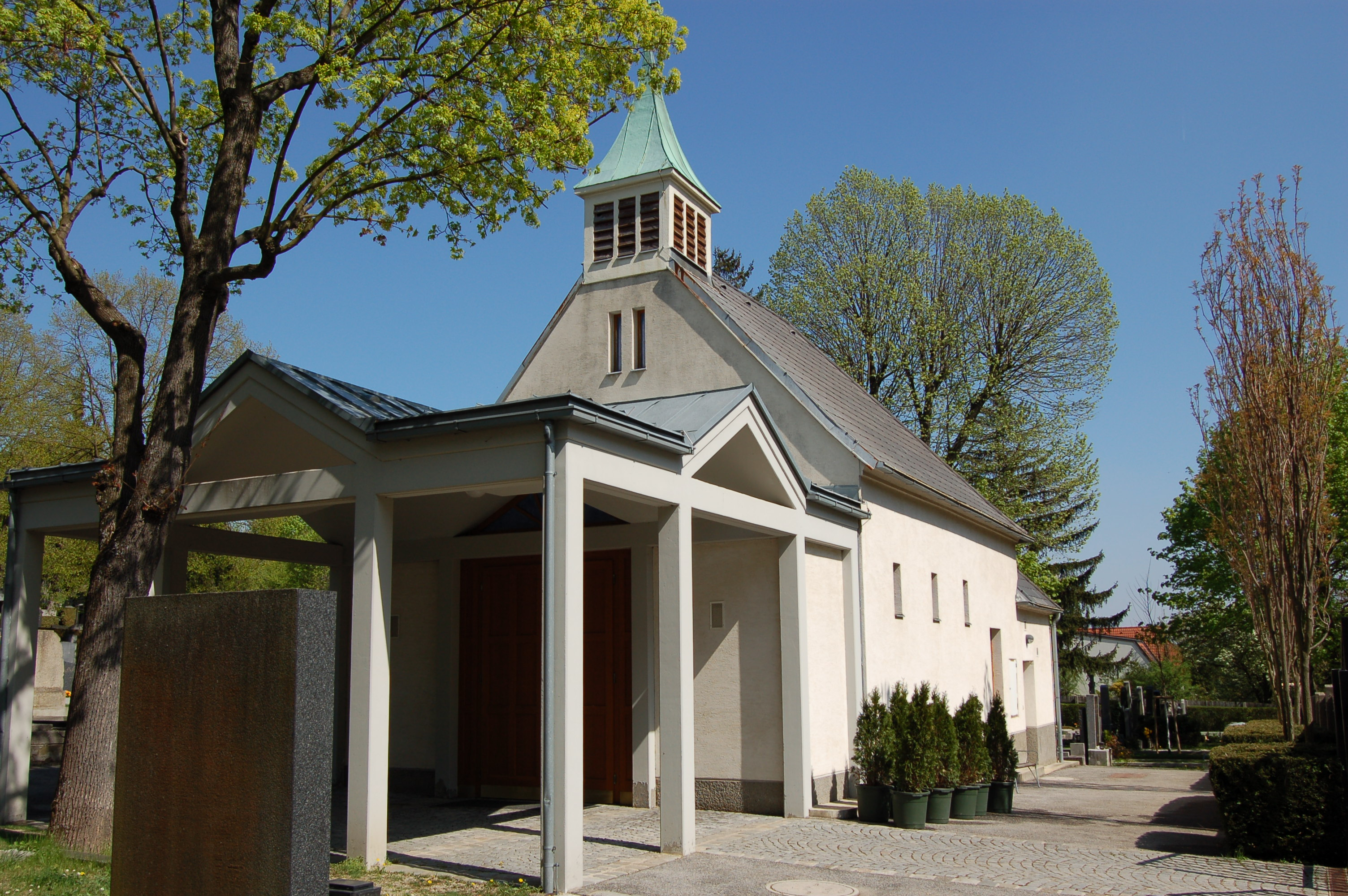
Capella i tanatori del cementiri.

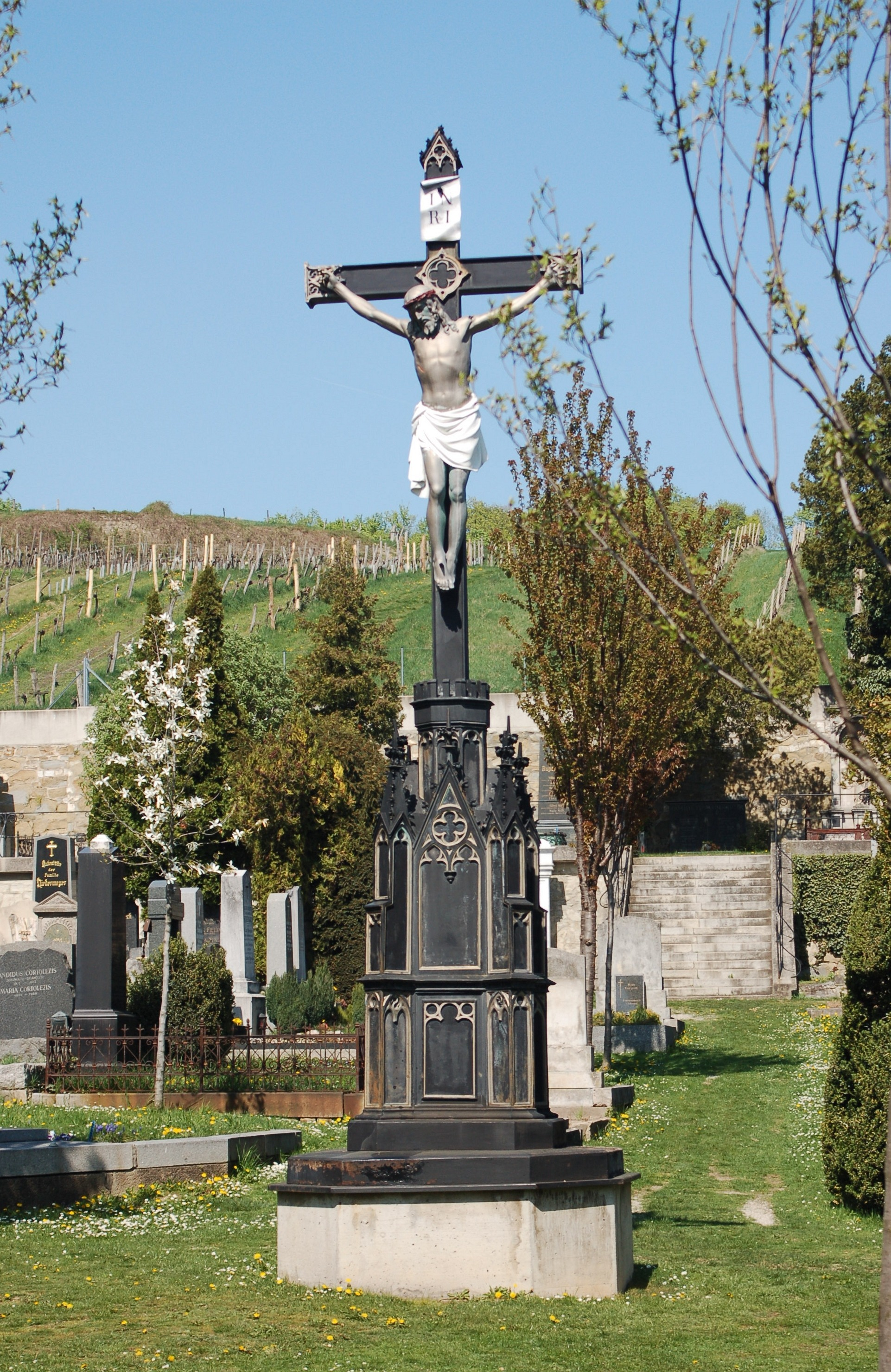
Creu del cementiri.

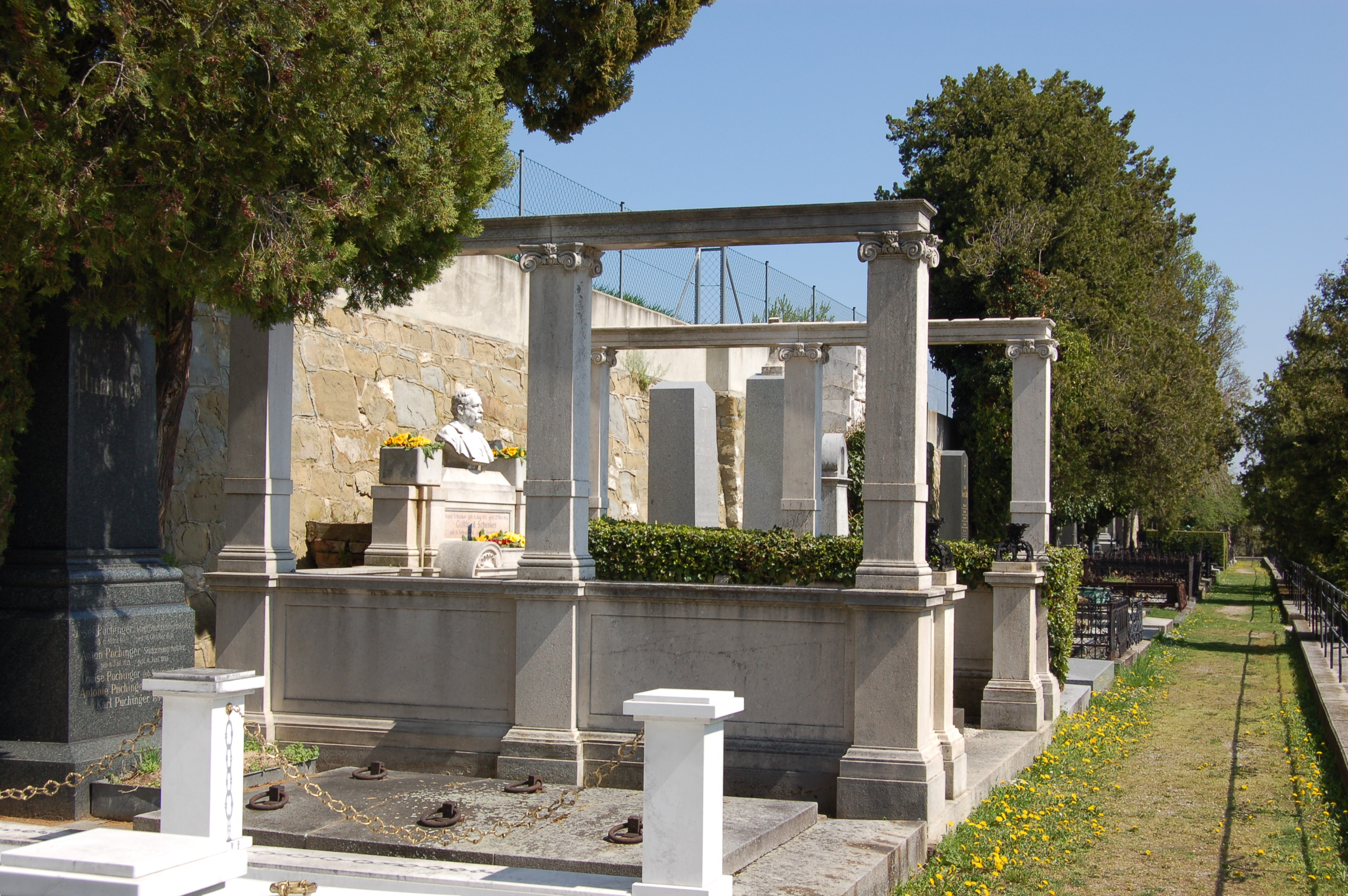
Sepultures amb terrassa.

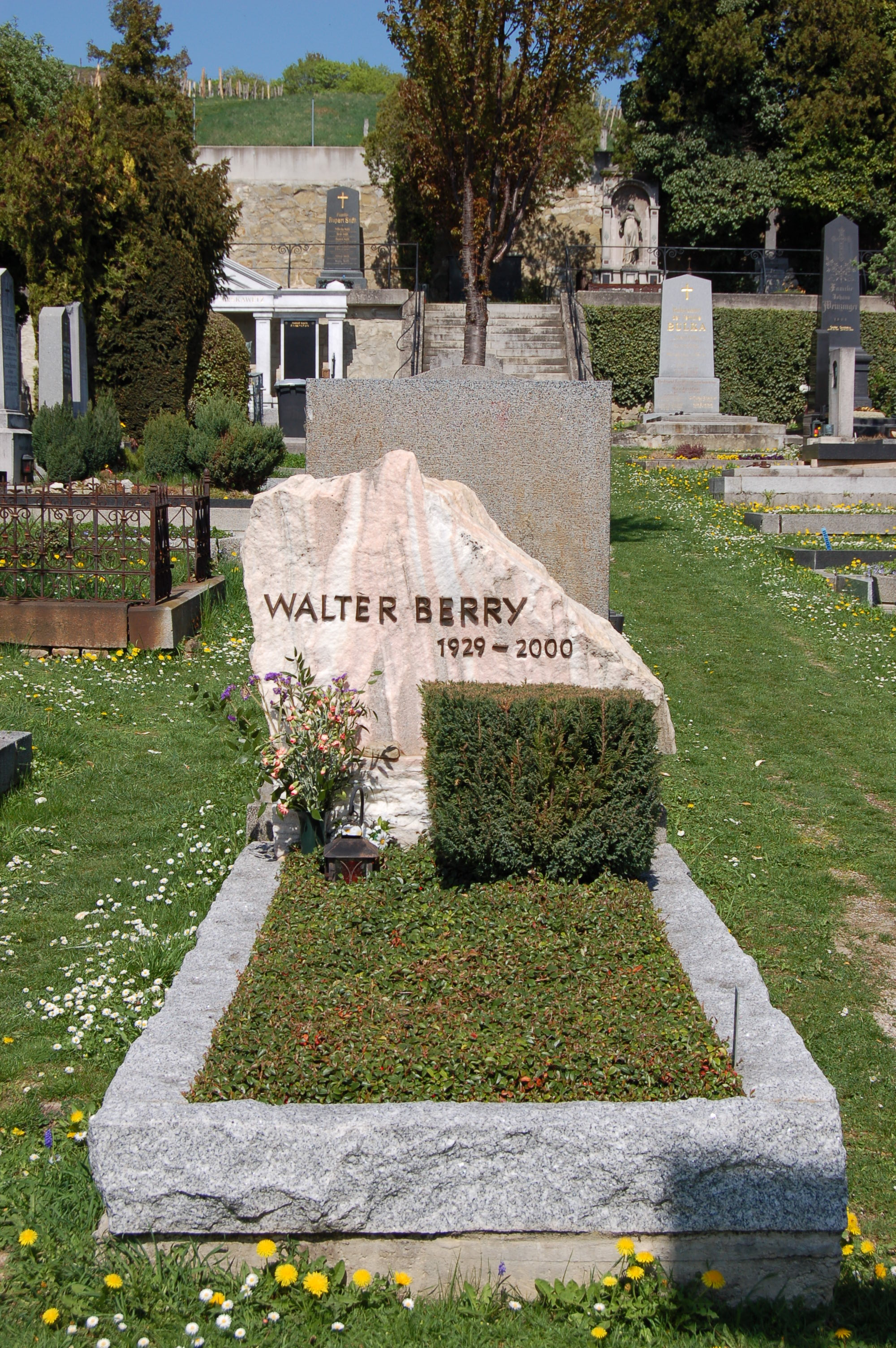
Tomba de Walter Berry.

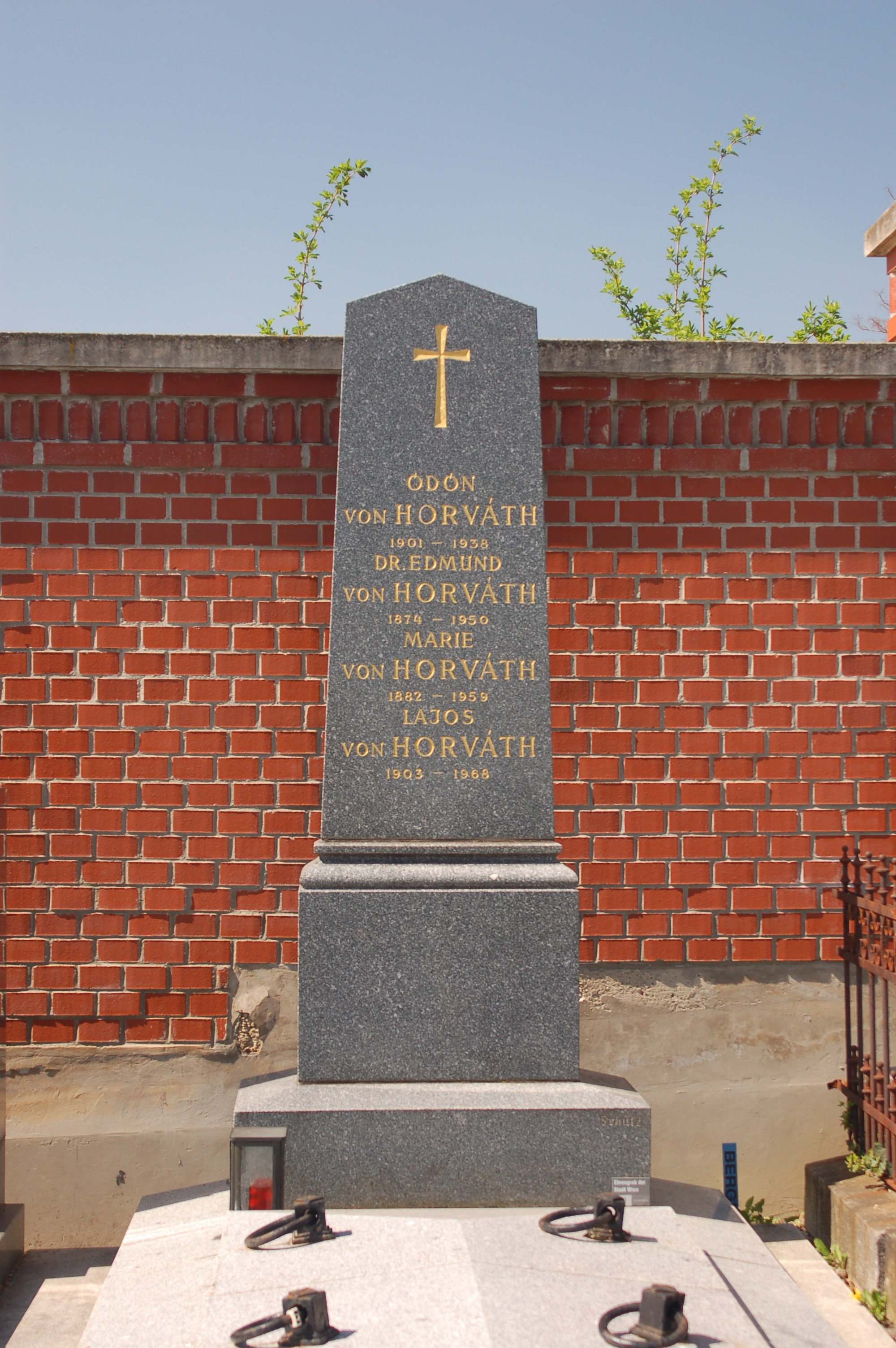
Tomba d'Ödön von Horváth.

El cementiri de Heiligenstadt és un cementiri construït al segle xix al que és actualment el XIXè districte de Viena.

## Ubicació
El cementiri de Heiligenstadt es troba a la riba de la riera Schreiberbach, al vessant sud del Nussberg, un turó cobert de vinyes, entre els antics pobles viticultors de Grinzing i Nussdorf, al número 20 de la Wildgrubgasse. El cementiri està delimitat per aquest mateix carrer al sud i a l'oest i per una zona residencial de baixa densitat a l'est. Al nord del cementiri hi ha terrenys de vinyes. El cementiri té una superfície total de 20.315 metres quadrats i acull unes 2.478 tombes.

## Història

### L'antic cementiri de Heiligenstadt
La parròquia de Heiligenstadt és una de les més antigues de Viena. A més de Heiligenstadt, la parròquia també incloïa originàriament els municipis cadastrals de Döbling, Grinzing, Sievering, Salmannsdorf, Neustift am Walde i Nussdorf. El cementiri al voltant de l'església parroquial va servir com a primer cementiri de les comunitats del voltant, que a poc a poc es van convertir en parròquies independents. El 1831 va ser envoltada per un mur, que va ser finançat per la fundació d'Oswald der Grill von Grinzing. Segurament no va ser possible una ampliació del cementiri perquè al costat de l'església hi havia un aiguaneix que devia impossibilitar-ne l'obra. Ja l'any 1500 s'havia construït un ossari a la vora del cementiri per recollir els ossos dels difunts i així poder reocupar les sepultures. A causa del creixement demogràfic a finals del segle xix, la parròquia va considerar necessària la construcció d'un nou cementiri i l'antic va ser clausurat definitivament el 2 de setembre de 1873. Mentre l'església parroquial era reconstruïda entre els anys 1894 i 1898, l'Ajuntament de Viena va aprovar l'enderrocament de l'antic cementiri l'any 1895 amb la condició que el solar es reutilitzés com a jardí. De l'antic cementiri, només en va sobreviure la tomba del fundador de l'escola de gimnàstica de Viena, Rudolf Stephani. El Karner, l'únic ossari que queda a Viena, va ser renovat el 1969 i els ossos van ser enterrats el 1970 al cementiri central.

### El nou cementiri de Heiligenstadt
El 1873 es va instal·lar el nou cementiri a la Wildgrube i es va ampliar un total de 2.921 metres quadrats el entre el 1897 i el 1898. El 1904 la tanca de fusta va ser substituïda per un mur, i el 1910 es va aprovar i començar una nova obra d'ampliació. En el període d'entreguerres, el cementiri es va ampliar encara més i l'any 1925 s'hi va construir un nou tanatori. Després de les obres de reforma de la postguerra, l'any 1952 es va prohibir l'assignació de sepultures noves i abandonades. El 1953 el consell municipal va decidir tancar aquest i altres cementiris de la ciutat fins a l'any 1975. Tot i això, a la primera meitat dels anys seixanta es van tornar a fer obres de reforma. El 1975 es va aprovar una pròrroga per ajornar la reobertura dels cementiris tancats. En una votació l'any 1980, però, la població vienesa va rebutjar-ne la clausura i el consell municipal els va haver de reobrir. Entre el 1980 i el 1983, les tombes desocupades van ser confiscades i reassignades. Els darrers treballs de construcció van tenir lloc a la dècada dels noranta. L'any 1990 es va erificar un nou edifici administratiu, a l'entrada del qual, l'any 1993, s'hi va afegir una marquesina. També es va redissenyar el tanatori i se'n va reobrar la façana.

## Tombes de persones notables

### Tombes honorífiques
El cementiri de Heiligenstadt té un total d'onze tombes honorifiques. A la columna Localització, A designa la part antiga del cementiri, N la part nova, i tot seguit una lletra o un número indica el grup de sepultures, seguit així mateix del número de tomba.
| Nom                        | Naixement i mort     | Ocupació                                                     | Localització |
| -------------------------- | -------------------- | ------------------------------------------------------------ | ------------ |
| Walter Berry               | 1929-2000            | Cantant de cambra                                            | A 1 Nr. 263  |
| Karlheinz Hackl            | 1949-2014            | Actor                                                        | A 3 Nr. 115  |
| Josefine i Leopold Hawelka | 1913-2005, 1911-2011 | Restauradors (Cafè Hawelka)                                  | A M Nr. 27   |
| Ödön von Horváth           | 1901-1938            | Poeta i dramaturg                                            | A M Nr. 4    |
| Karl Jelinek               | 1822-1876            | Meteoròleg                                                   | A 1 Nr. 60   |
| Max Menger                 | 1838-1911            | Advocat judicial i de la cort                                | A TO Nr. 21  |
| Alois Preyssing            |                      | Fundador del fons hospitalari                                | N 5 Nr. 87   |
| Anna Schätz                |                      | Fundadora de l'antic orfenat de Nußdorf                      | N 5 Nr. 87   |
| Walter Schiff              | 1866-1950            | fundador de l'antiga Oficina Central d'Estadística d'Àustria | A 2 Nr. 12   |
| Heinrich Schmidt           | 1885-1949            | Arquitecte                                                   | A 4 154      |
| Roman Karl Scholz          | 1912-1944            | Lluitador de la resistència                                  | N 1 Nr. 32   |

### Tombes d'altres personalitats

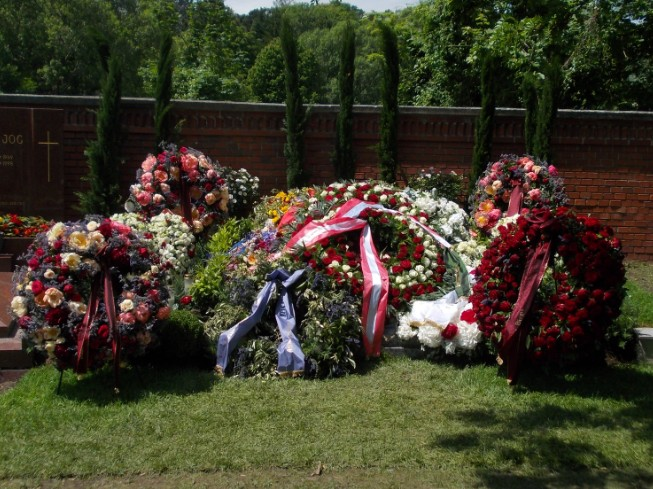
Tomba de Niki Lauda

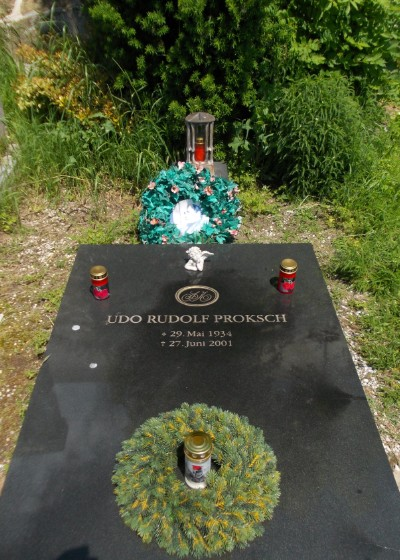
Tomba d'Udo Proksch

| Nom                           | Naixement i mort | Feina                                                      |
| ----------------------------- | ---------------- | ---------------------------------------------------------- |
| Carl Appel                    | 1911-1997        | Arquitecte                                                 |
| Edmund Bernatzik              | 1854-1919        | Advocat constitucional                                     |
| Hugo Bernatzik                | 1897-1953        | Etnòleg                                                    |
| Richard Blaas                 | 1913-2004        | Historiador                                                |
| Hubert Borowicka              | 1910-1999        | Enginyer civil                                             |
| Katharina Cortolezis-Schlager | 1960-2015        | Consultor de gestió i membre del Consell Nacional          |
| Hans Eppinger junior          | 1879-1946        | Internista                                                 |
| Moritz Ertl                   | 1859-1934        | Ministre d'Agricultura                                     |
| Felix Maria von Exner-Ewarten | 1876-1930        | Meteoròleg                                                 |
| Christopher Exner             | 1915-2007        | Geòleg                                                     |
| Leopold Facco                 | 1907-1993        | Jugador de futbol                                          |
| Michael Guttenbrunner         | 1919-2004        | Escriptor                                                  |
| Eduard Hauser                 | 1840-1915        | Fundador de la indústria moderna de picapedrer a Àustria   |
| Hellmuth Hron                 | 1933-2002        | Actor                                                      |
| Hans Igler                    | 1920-2010        | Economista i polític                                       |
| Karl Krticzka von Jaden       | 1824-1885        | Cap de Policia                                             |
| Teresa Jordis                 | 1949-2013        | Advocada al Consell Executiu i al Consell de Supervisió    |
| Friedrich Kratochwjle         | 1882-1956        | Arquitecte de jardins i director de jardins de la ciutat   |
| Elizabeth Lafite              | 1918-2007        | Editora                                                    |
| Nicholaus "Niki" Lauda        | 1949-2019        | Pilot de Fórmula 1 i emprenedor                            |
| Rodolf Moralt                 | 1902-1958        | Organista, compositor i pedagog                            |
| Jakob Ortner                  | 1879-1959        | Guitarrista                                                |
| Hans Pernter                  | 1887-1951        | Oficial i polític                                          |
| Herbert Pichler               | 1921-2018        | Metge                                                      |
| Udo Proksch                   | 1934-2001        | Emprenedor i dissenyador                                   |
| Gottfried Schenker            | 1842-1901        | Fundador de l'empresa de transport de mercaderies Schenker |
| Gerhard Schmidt               | 1924-2010        | Historiador d'art                                          |
| Wilhelm Matthäus Schmidt      | 1883-1936        | Físic                                                      |
| Karl Treumann                 | 1823-1877        | Actor                                                      |
| Otto Walzhofer                | 1926-2000        | Jugador de futbol                                          |
| Peter Weiser                  | 1926-2012        | Gestor cultural                                            |

## Literatura
- Werner T. Bauer: Wiener Friedhofsführer. Genaue Beschreibung sämtlicher Begräbnisstätten nebst einer Geschichte des Wiener Bestattungswesens. Falter Verlag, Viena 2004, ISBN 3-85439-335-0